# Стара црква у Растишту
Стара црква у Растишту, насељеном месту на територији општине Бајина Башта, на обронцима планине Таре и у оквиру НП Тара, припада Епархији жичкој Српске православне цркве.
Црква је подигнута 1928. године и данас је ван функције. Главни мајстор био је Тодор Кремић из Растишта. Грађевина је правоугаоне основе и полукружне апсиде, масивних зидова од притесаног камена. Била је засведена полукружним дрвеним сводом, лепо сложеним и обојеним плавом бојом (по угледу на неке цркве брвнаре) и покривена бибер црепом. Имала је двоја врата на западу и југу, са три мала прозора. Поред улаза на јужној страни, на мермерним плочама забележена су имена жртава у ратовима 1912-1918. и имена донатора и приложника за градњу.
У последњој деценији 20. века, 1994. године, мештани су подигли нову цркву у њеној близини, посвећену Покрову Пресвете Богородице. Тренутно, црква је у фази реконструкције. 